# Liebster Immanuel, Herzog der Frommen, BWV 123
Liebster Immanuel, Herzog der Frommen, BWV 123 (Estimat Immanuel, Príncep dels creients), és una cantata religiosa de Johann Sebastian Bach per al dia de Reis, estrenada a Leipzig, el 6 de gener de 1725.

## Origen i context
Forma part del primer cicle de cantates corals que comença el Diumenge de Trinitat de 1724. L'autor, anònim, es basa en l'himne d'Ahsaverus Fritsch (1679) que li dona títol, amb una melodia original de Johann Rudolf Ahle; es conserven literalment la primera i l'última estrofa per als números 1 i 6, respectivament, i les altres estrofes s'aprofiten de manera lliure. El text no està vinculat a l'Epifania ni tan sols a la festa de Nadal que acabava aquest dia de Reis. Com a màxim es pot fer notar, l'al·lusió a Jesusnamen (el nom de Jesús) del segon número, que pot estar relacionada amb les lectures de dia d'Any Nou, a Heil und Licht (Llum i salvació) del tercer número relacionada amb l'Epístola d'aquest dia de Reis, i Jesus, er ins Fleisch gekommen (Jesús encarnat), en el cinquè moviment, que recorda els fets de Nadal. La resta del text se centra més en el contrast entre la figura regia de Jesús i la vida mundana. Per a aquesta festivitat es conserva a més, la cantata BWV 65 i l'última de l'Oratori de Nadal (BWV 248).

## Anàlisi
Obra escrita per a contralt, tenor, baix i cor; dues flautes travesseres, dos oboè d'amor, corda i baix continu. Consta de sis números.
1. Cor: Liebster Immanuel, Herzog der Frommen (Estimadíssim Emmanuel, príncep dels creients)
2. Recitatiu (contralt): Die Himmelssüßigkeit, der Auserwählten Lust (La dolçor celestial, l'encís dels escollits)
3. Ària (tenor): Auch die harte Kreuzesreiser (Ni el dur camí de la Creu)
4. Recitatiu (baix): Kein Höllenfeind kann mich verschlingen (Cap enemic infernal podrà devorar-me)
5. Ària (baix): Laß, o Welt, mich aus Verachtung (O món si vols em pots humiliar)
6. Coral: Drum fahrt nur immer hin, ihr Eitelkeiten (Doncs fugiu per sempre, fatues buidors)

El cor inicial es desenvolupa sobre la idea, quasi obsessiva, de la melodia del coral amb el títol de la cantata, que inunda el cor i l'orquestra. Un recitatiu secco de baix, sense cap aspecte significatiu, dona pas a l'ària de tenor, número 3, un concertant entre la veu i els dos oboès; a la part central i sobre el text Wenn die Ungewitter toben, Sendet Jesus mir von oben Heil und Licht (Quan esclatin les tempestes Jesús em cobrirà de Salvació i Llum), Bach fa una oposició entre la paraula toben (esclatar) amb una vocalització llarga i enèrgica en tempo allegro i Heil und Leicht (Salvació i llum) en un tempo adagio. Té una durada aproximada d'uns vint minuts.

## Discografia seleccionada
- J.S. Bach: Das Kantatenwerk. Sacred Cantatas Vol. 7. Nikolaus Harnoncourt, Tölzer Knabenchor (Gerard Schmidt-Gaden, director), Concentus Musicus Wien, Stephan Rampf (solista del cor), Kurt Equiluz, Robert Holl. (Teldec), 1994.
- J.S. Bach: The complete live recordings from the Bach Cantata Pilgrimage. CD 3: Nikolaikirche, Leipzig; 6 de gener de 2000. John Eliot Gardiner, Monteverdi Choir, English Baroque Soloists, Sally Bruce-Payne, James Gilchrist, Peter Harvey. (Soli Deo Gloria), 2013.
- J.S. Bach: Complete Cantatas Vol. 14. Ton Koopman, Amsterdam Baroque Orchestra & Choir, Franziska Gottwald, Paul Agnew, Klaus Mertens. (Challenge Classics), 2005.
- J.S. Bach: Cantatas Vol. 32. Masaaki Suzuki, Bach Collegium Japan, Robin Blaze, Andreas Weller, Peter Kooij. (BIS), 2006.
- J.S. Bach: Church Cantatas Vol. 39. Helmuth Rilling, Gächinger Kantorei, Bach-Collegium Stuttgart, Helen Watts, Adalbert Kraus, Philippe Huttenlocher. (Hänssler), 1999.